# Safe and Sound
Safe and Sound (englisch für „Gesund und munter“) ist ein Lied des US-amerikanischen Indie-Pop-Duos Capital Cities. Das Stück wurde im Februar 2011 in den USA in digitaler Form veröffentlicht, in Deutschland am 5. April 2013. In den USA wurde das Lied 2011 für ein Video der Diabetes Hands Foundation verwendet, in Deutschland nutzte es Vodafone 2013 in einem Werbevideo.

## Titelliste
1. Safe and Sound – 3:13
2. Safe and Sound (Tommie Sunshine & Live City Remix) – 3:53

## Musikvideo
Ein Musikvideo zur Veröffentlichung zum Lied hatte am 25. April 2013 auf YouTube in einer Länge von drei Minuten und 47 Sekunden Premiere. Die Regie für das Video übernahm der Schwede Jimmy Ahlander. Es zeigt ein zunächst dunkles Theater, dessen Beleuchtung durch einen Blitzschlag aktiviert wird. Auch innerhalb des Gebäudes sind Stromblitze zu sehen. Das Sängerduo tritt erstmals auf einem Schwarzweiß-Foto in Erscheinung, welches auf das Jahr 1913 datiert ist. Einige Personen, die auf den ausgestellten Bildern dargestellt sind, werden durch den Blitz ebenfalls zum Leben erweckt. Die Figuren der Bilder tanzen im Folgenden zu der Musik, wobei einige Figuren in Schwarzweiß-Darstellung verbleiben. Andere Figuren zeigen mit Breakdance-Figuren Tanzelemente, die erst in den 1970er Jahren populär wurden. Dieser anachronistische Widerspruch wird vielfach als Stilmittel genutzt, so sind in einigen Szenen sowohl Grammophone als auch eine Bühne mit elektrischer Tonverstärkung gleichzeitig zu sehen. Die beiden Sänger treten dabei in unterschiedlichen Outfits auf und werden sowohl in Farbe als auch in Schwarz-Weiß gezeigt. Zumindest Sebu Simonian ist dabei auch in einer Statistenrolle zu sehen. Auf weitere Werke der Capital Cities wird in Form von ausgestellten Plakaten Bezug genommen. Am Ende des Videos geht alles wieder in seine Ursprungsposition zurück.
Bei den Grammy Awards 2014 wurde Safe and Sound in der Kategorie Best Music Video nominiert, unterlag jedoch Suit & Tie von Justin Timberlake und Jay-Z.

## Kommerzieller Erfolg

### Chartplatzierungen
| ChartsChartplatzierungen       | Höchstplatzierung | Wochen |
| ------------------------------ | ----------------- | ------ |
| Deutschland (GfK)              | 1 (35 Wo.)        | 35     |
| Österreich (Ö3)                | 2 (28 Wo.)        | 28     |
| Schweiz (IFPI)                 | 8 (35 Wo.)        | 35     |
| Vereinigte Staaten (Billboard) | 8 (43 Wo.)        | 43     |
| Vereinigtes Königreich (OCC)   | 42 (1 Wo.)        | 1      |

| ChartsJahrescharts (2013)      | Platzierung |
| ------------------------------ | ----------- |
| Deutschland (GfK)              | 8           |
| Österreich (Ö3)                | 18          |
| Schweiz (IFPI)                 | 42          |
| Vereinigte Staaten (Billboard) | 29          |

### Auszeichnungen für Musikverkäufe
| Land/Region                  | Auszeichnungen für Musikverkäufe (Land/Region, Auszeichnung, Verkäufe) | Verkäufe  |
| ---------------------------- | ---------------------------------------------------------------------- | --------- |
| Australien (ARIA)            | Platin                                                                 | 70.000    |
| Brasilien (PMB)              | Diamant                                                                | 250.000   |
| Deutschland (BVMI)           | 5× Gold                                                                | 750.000   |
| Italien (FIMI)               | 2× Platin                                                              | 60.000    |
| Kanada (MC)                  | 5× Platin                                                              | 400.000   |
| Mexiko (AMPROFON)            | 2× Platin                                                              | 120.000   |
| Neuseeland (RMNZ)            | 3× Platin                                                              | 90.000    |
| Österreich (IFPI)            | Gold                                                                   | 15.000    |
| Schweden (IFPI)              | 2× Platin                                                              | 80.000    |
| Schweiz (IFPI)               | Gold                                                                   | 15.000    |
| Spanien (Promusicae)         | 2× Platin                                                              | 120.000   |
| Vereinigte Staaten (RIAA)    | 6× Platin                                                              | 6.000.000 |
| Vereinigtes Königreich (BPI) | Platin                                                                 | 600.000   |
| Insgesamt                    | 3× Gold · 25× Platin · 1× Diamant ·                                    | 8.570.000 |

### Auszeichnungen für Musikstreaming
| Land/Region          | Auszeichnungen für Musikverkäufe (Land/Region, Auszeichnung, Verkäufe) | Verkäufe  |
| -------------------- | ---------------------------------------------------------------------- | --------- |
| Dänemark (IFPI)      | Platin                                                                 | 1.800.000 |
| Spanien (Promusicae) | Platin                                                                 | 8.000.000 |
| Insgesamt            | 2× Platin ·                                                            | 9.800.000 |